# Copa San Juan Gobierno 2013
Il Copa San Juan Gobierno 2013 è stato un torneo di tennis facente parte della categoria ATP Challenger Tour nell'ambito dell'ATP Challenger Tour 2013. È stata la 2ª edizione del torneo che si è giocato a San Juan in Argentina dal 7 al 13 ottobre 2013 su campi in terra rossa e aveva un montepremi di €35,000+H.

## Partecipanti singolare

### Teste di serie
| Nazionalità | Giocatore             | Ranking* | Testa di serie |
| ----------- | --------------------- | -------- | -------------- |
| Argentina   | Diego Schwartzman     | 112      | 1              |
| Argentina   | Martín Alund          | 121      | 2              |
| Russia      | Andrej Kuznecov       | 144      | 3              |
| Spagna      | Rubén Ramírez Hidalgo | 145      | 4              |
| Argentina   | Facundo Bagnis        | 151      | 5              |
| Argentina   | Máximo González       | 166      | 6              |
| Argentina   | Facundo Argüello      | 168      | 7              |
| Argentina   | Guido Andreozzi       | 180      | 8              |

- Ranking al 30 settembre 2013.

### Altri partecipanti
Giocatori che hanno ricevuto una wild card:
- Facundo Alvo
- Pedro Cachín
- Tomas Lipovsek Puches
- Mateo Nicolas Martinez

Giocatori che sono passati dalle qualificazioni:
- Francisco Bahamonde
- Gabriel Hidalgo
- Joaquin Monteferrario
- Gonzalo Villanueva

Giocatori che hanno ricevuto un entry con un protected ranking:
- Laurent Rochette

## Vincitori

### Singolare
Guido Andreozzi ha battuto in finale  Diego Schwartzman con il punteggio di 6(5)–7, 7–6(4), 6–0.

### Doppio
Guillermo Durán /  Máximo González hanno battuto in finale  Martín Alund /  Facundo Bagnis con il punteggio di 6–3, 6–0.